# آبشار کینچخا
آبشار کینچخا (گرجی: კინჩხის ჩანჩქერი) یک آبشار در نزدیکی شهر خنی در کشور گرجستان است.